# Русское кладбище в Пирее
Русское кладбище в Пирее — русское православное кладбище в Греции.
Его история связана с королевой Ольгой Константиновной, внучкой императора Николая I, женой второго греческого короля Георга I.
В настоящее время Русское кладбище имени Королевы эллинов Ольги Константиновны представляет собой северо-западную часть муниципального кладбища города Пирея, называемого Воскресенским (Anastasia) и стало его «русским участком» (его площадь существенно уменьшилась в 1970-х годах после сноса северной части захоронений). На территории некрополя имеется небольшая церковь Св. Ольги.

## Известные люди, похороненные на кладбище
На кладбище похоронены генералы, георгиевские кавалеры и многие другие представители русской эмиграции.
См. также: Похороненные на Русском кладбище в Пирее.